# Todd Skinner
Todd Skinner (* 28. Oktober 1958 in Pinedale, Wyoming; † 23. Oktober 2006) war ein US-amerikanischer Freikletterer aus dem US-Staat Wyoming. In der Kletterszene wurde er vor allen Dingen durch die erste freie Begehung der Route Salathe am El Capitan in den 1980er Jahren bekannt. Nach eigenen Angaben absolvierte der Extremkletterer über 300 Erstbegehungen in 26 Ländern in den höchsten Schwierigkeitsgraden.
Bei dem Versuch, eine neue Route am Leaning Tower im kalifornischen Yosemite Valley zu klettern, stürzte er beim Abseilen ca. 150 m in die Tiefe, da die Anseilschlinge seines Gurtes riss. Er verstarb am Unfallort.